# White Christmas (álbum de Martina McBride)
White Christmas é um álbum lançado pela cantora de country Martina McBride pelaRCA em 1998.  O disco foi relançado em  1999 com nova capa e duas novas canções. Em 2007 o álbum foi relancçado novamente em outubro de com quatro bonus.

## Lista de músicas

### 1998
1. "Have Yourself a Merry Little Christmas" (Hugh Martin, Ralph Blane) – 4:05
2. "Let It Snow! Let It Snow! Let It Snow!" (Jule Styne, Sammy Cahn) – 1:44
3. "The Christmas Song" (Mel Tormé, Robert Wells) – 3:38
4. "O Holy Night" (Adolphe Adam, John Sullivan Dwight) - 3:43
5. "Silver Bells" (Jay Livingston, Ray Evans) - 2:40
6. "Away in a Manger" (Traditional; arr. by James Ramsey Murray, John Thomas McFarland, William James Kirkpatrick) - 3:27
7. "White Christmas" (Irving Berlin) - 3:18
8. "What Child Is This?" (Traditional; William Chatterton Dix) - 3:45
9. "I'll Be Home for Christmas" (Buck Ram, Kim Gannon, Walter Kent) - 3:10
10. "Silent Night" (Franz Gruber; Josef Mohr) - 3:22

### 1999
1. "Do You Hear What I Hear?" (Gloria Shayne Baker, Noël Regney) - 3:55A
2. "Have Yourself a Merry Little Christmas"
3. "Let It Snow! Let It Snow! Let It Snow!"
4. "O Come All Ye Faithful" (Frederick Oakeley, John Francis Wade) - 3:58 A
5. "The Christmas Song"
6. "O Holy Night"
7. "Silver Bells"
8. "Away in a Manger"
9. "White Christmas"
10. "What Child Is This?"
11. "I'll Be Home for Christmas"
12. "Silent Night"

ANova faixa.

### 2007
1. "Let It Snow! Let It Snow! Let It Snow!"
2. "Have Yourself a Merry Little Christmas"
3. "Silver Bells"
4. "Hark! The Herald Angels Sing" (Felix Mendelssohn, Charles Wesley) - 2:29 A
5. "Do You Hear What I Hear"
6. "I'll Be Home For Christmas"
7. "Winter Wonderland" (Felix Bernard, Richard B. Smith) - 3:26 A
8. "O Come All Ye Faithful"
9. "Away in a Manger"
10. "Baby, It's Cold Outside" (Frank Loesser) - 2:55 A
  - feat. Dean Martin
11. "Jingle Bells" (James Pierpont) - 2:13 A
12. "White Christmas"
13. "Silent Night"
14. "The Christmas Song"
15. "What Child Is This?
16. "O Holy Night"

ANova faixa.

### Paradas
| Chart (1998)                      | Melhor posição |
| --------------------------------- | -------------- |
| U.S. Billboard Top Country Albums | 9              |
| U.S. Billboard 200                | 68             |
| U.S. Billboard Top Holiday Albums | 6              |

### Singles
| Ano  | Single                                       | US Country |
| ---- | -------------------------------------------- | ---------- |
| 1998 | "Let It Snow! Let It Snow! Let It Snow!"     | 64         |
| 2000 | "The Christmas Song"                         | 67         |
| 2000 | "White Christmas"                            | 62         |
| 2000 | "Have Yourself a Merry Little Christmas"     | 53         |
| 2001 | "O Holy Night"                               | 41         |
| 2006 | "Baby, It's Cold Outside" (with Dean Martin) | 35         |